# Galium hallii
Galium hallii är en måreväxtart som beskrevs av Philip Alexander Munz och Ivan Murray Johnston. Galium hallii ingår i släktet måror, och familjen måreväxter. Inga underarter finns listade i Catalogue of Life.